# Wybory parlamentarne w Południowej Afryce w 1994 roku
Wybory parlamentarne w Południowej Afryce w 1994 – wybory przeprowadzone w dniach 26-29 kwietnia 1994 roku. Były pierwszymi wyborami w Republice Południowej Afryki, w których głosować mógł każdy mieszkaniec kraju. Wybory przeprowadzono pod przewodnictwem Niezależnej Komisji Wyborczej (IEC), stanowiły zakończenie czteroletniego procesu odejścia od systemu apartheidu w RPA.

## Przygotowania do wyborów
Datę pierwszych powszechnych, wielopartyjnych i demokratycznych wyborów uzgodniono 3 czerwca 1993 roku. Zgodnie z postanowieniami wybory miały odbyć się 27 kwietnia 1994 według zasady: jeden wyborca – jeden głos. W wyborach miał zostać wyłoniony nowy parlament i Rząd Jedności Narodowej. Rząd miał działać do roku 1999. W ciągu tych pięciu lat miano uchwalić nową konstytucję. Partia Konserwatywna, zuluska Partia Wolności Inkatha i trzy bantustany nie zgodziły się na kompromis i zerwały negocjacje. 6 grudnia 1993 powołano Przejściową Radę Wykonawczą (Transitional Executive Council, TEC) mającą czuwać nad prawidłowym przebiegiem przygotowań do wyborów. 22 grudnia 1993 trzyizbowy parlament RPA zatwierdził tymczasową konstytucję. Nieudany zamach z 1994 w Bophuthatswanie doprowadził do likwidacji bantustanów. 16 marca Front Wolności, reprezentujący konserwatywnie nastawionych Afrykanerów zgłosił kandydatów do wyborów. 19 kwietnia Inkhata zgłosiła chęć wzięcia udziału w wyborach pod warunkiem uznania w konstytucji pozycji króla Zulusów i królestwa KwaZulu. 23 kwietnia warunki te zostały spełnione.

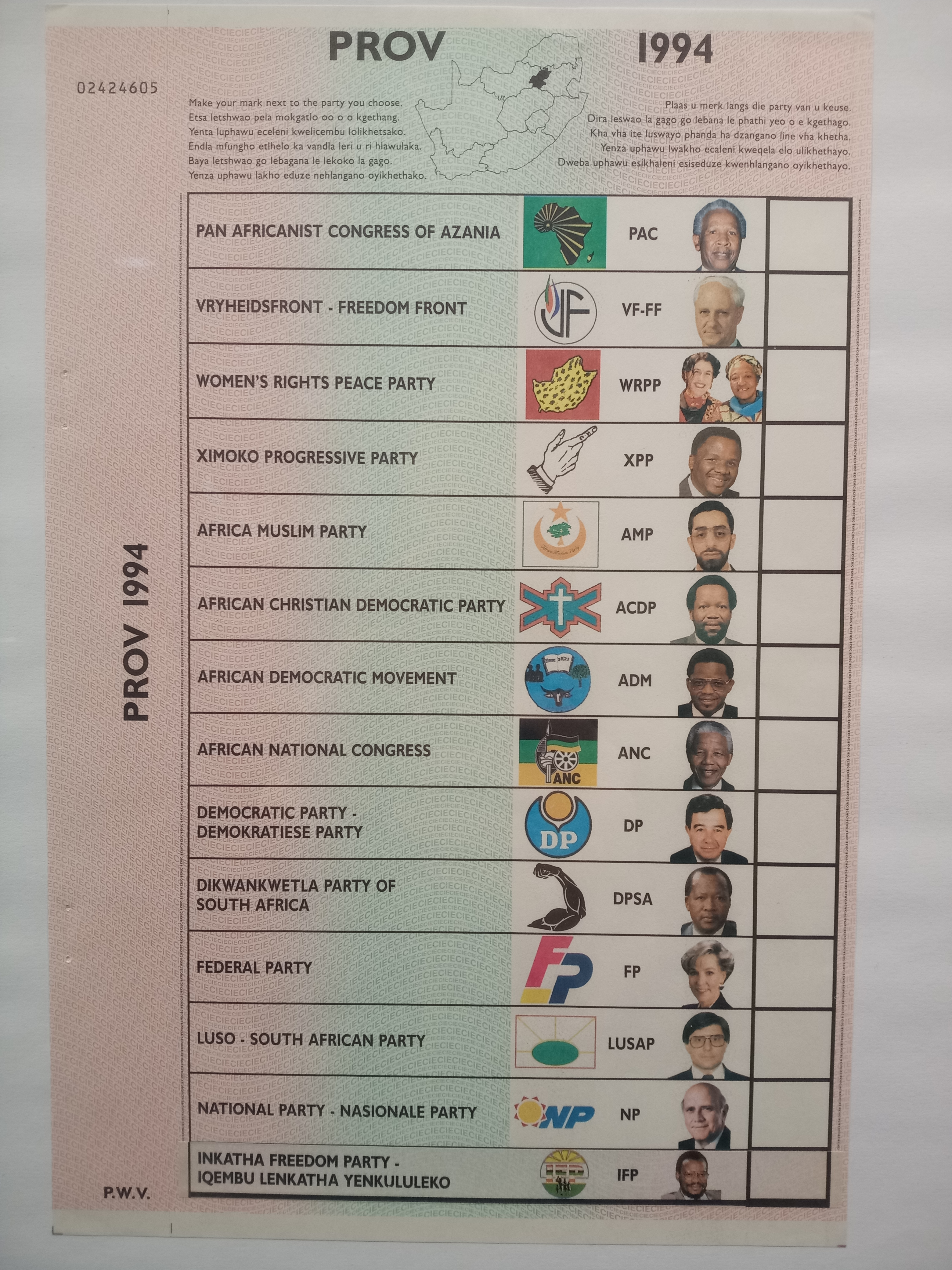
Karta do głosowania

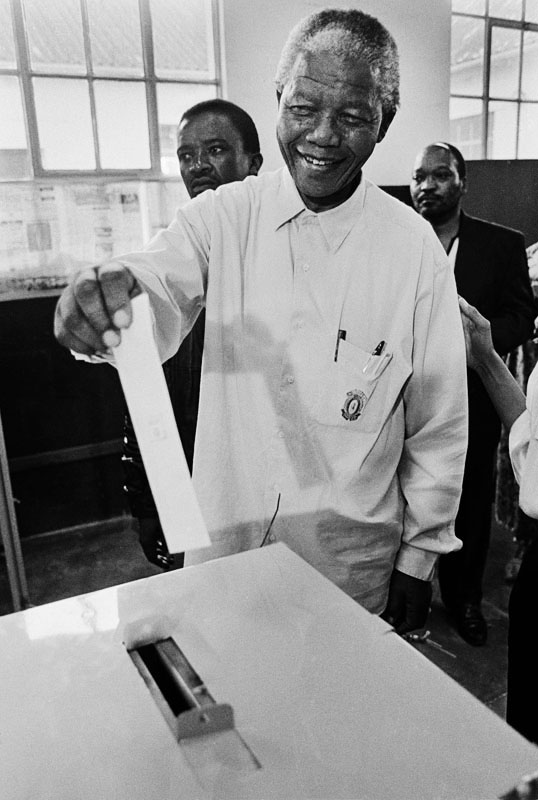
Nelson Mandela oddający głos w wyborach

## Wyniki
Ostatecznie wybory odbyły się według przyjętego planu. Do podziału było 400 miejsc w Zgromadzeniu Narodowym i 90 w Senacie. Spośród 19 partii które zgłosiły swych kandydatów, mandaty uzyskało 7 partii. Bezapelacyjnym zwycięzcą wyborów okazał się Afrykański Kongres Narodowy zdobywając 252 miejsca w izbie niższej i 60 miejsc w izbie wyższej parlamentu.

### Wybory do Zgromadzenia Narodowego
| Partia                                         | Liczba głosów | %     | Liczba mandatów |
| ---------------------------------------------- | ------------- | ----- | --------------- |
| Afrykański Kongres Narodowy                    | 12 237 655    | 62,65 | 252             |
| Partia Narodowa                                | 3 983 690     | 20,39 | 82              |
| Partia Wolności Inkatha                        | 2 058 294     | 10,54 | 43              |
| Front Wolności                                 | 424 555       | 2,17  | 9               |
| Partia Demokratyczna                           | 338 426       | 1,73  | 7               |
| Kongres Panafrykański                          | 243 478       | 1,25  | 5               |
| Afrykańska Partia Chrześcijańsko-Demokratyczna | 88 104        | 0,45  | 2               |
| Pozostałe partie poza parlamentem              | 159 296       | 0,81  | 0               |
| Głosy nieważne                                 | 193 112       | –     | –               |
| Razem                                          | 19 726 610    | 100   | 400             |
| Zarejestrowani wyborcy/frekwencja              | 22 709 152    | 86,9  | –               |
| Źródło:                                        |               |       |                 |

### Wybory do Senatu
| Partia                      | Liczba mandatów |
| --------------------------- | --------------- |
| Afrykański Kongres Narodowy | 60              |
| Partia Narodowa             | 17              |
| Partia Wolności Inkatha     | 5               |
| Front Wolności              | 5               |
| Partia Demokratyczna        | 3               |

## Następstwa
Na pamiątkę wyborów oraz uchwalenia tymczasowej konstytucji, 27 kwietnia obchodzony jest w RPA Dzień Wolności będący świętem państwowym i dniem wolnym od pracy.